# Ex'Act

Ex'Act (estilizado como EX'ACT) é o terceiro álbum de estúdio do grupo masculino sino-coreano EXO, produzido e lançado pela S.M. Entertainment em 9 de junho de 2016 em duas versões linguísticas, coreano e mandarim. O álbum foi re-lançado sob o título LOTTO em 18 de agosto de 2016. EX'ACT é o terceiro álbum de estúdio consecutivo de EXO a vender mais de um milhão de cópias e o quarto álbum consecutivo a receber o Grande Prêmio em Álbum do Ano do Mnet Asian Music Awards e o Grande Prêmio em Álbum Físico do Golden Disc Awards.

## Antecedentes e lançamento
Em 31 de maio de 2016, foi anunciado que o grupo lançaria seu terceiro álbum de estúdio. Em 2 de junho, foi revelado que o título do álbum era EX'ACT e que EXO iria simultaneamente promover dois singles, "Lucky One" e "Monster", com diferentes conceitos visuais para as duas versões físicas do álbum.
Em 7 de junho de 2016, foi revelado que notáveis produtores de música, incluindo Kenzie, The Stereotypes e Dem Jointz participaram na produção do álbum, e o membro Chanyeol co-escreveu a letra para a canção "Heaven". EX'ACT foi lançado em 9 de junho, juntamente dos vídeos musicais de seus singles nas versões coreana e mandarim.
Uma versão repaginada do álbum, titulada Lotto, foi lançada em 17 de agosto de 2016. Esta edição contém quatro novas canções, incluindo "Lotto", "Can't Bring Me Down", "She's Dreaming", escrita pelo membro Chen, e um remix de "Monster" feita pelo LDN Noise.

## Promoção
Um showcase promocional para o álbum foi realizado no Parque Olímpico de Seul em 8 de junho de 2016. EXO começou a performar os singles do álbum em programas musicais sul-coreanos em 9 de junho. Eles embarcaram em sua terceira turnê The Exo'rdium em julho de 2016.
EXO começou a promover a edição repaginada, Lotto, performando a faixa-título em programas musicais sul-coreano em 19 de agosto. O integrante Kai se ausentou das atividades promocionais devido a uma lesão sofrida durante a turnê. "Lotto" foi considerada "imprópria para transmissão" pela KBS, MBC e Mnet, assim sendo promovida com a letra modificada sob o título alternativo "Louder" nestes canais de televisão.

## Singles
"Monster" se tornou a primeira canção do EXO a conseguir o 1º lugar na Parada de Músicas Digitais Mundiais da Billboard, enquanto "Lucky One" alcançou o 3º lugar. O singles alcançaram, respectivamente, a primeira e segunda posição da Parada Digital Semanal do Gaon. "Monster" trouxe dezenove prêmios de programas musicais sul-coreanos para o boy group.
"Lotto" estreou na primeira posição da Parada de Músicas Digitais Mundiais da Billboard e na segunda posição da Parada Digital Semanal do Gaon. A canção recebeu sete prêmios de programas musicais sul-coreanos.

## Performance comercial
Antes de seu lançamento, EX'ACT teve uma pré-venda quebradora de recordes com mais de 660,000 cópias encomendadas, tornando-se o álbum de K-pop mais pré-encomendado de todos os tempos até então. Três dias após seu lançamento, EX'ACT se tornou o álbum mais rapidamente vendido na história do Hanteo, com quase meio milhão de cópias vendidas em uma semana, quebrando o recorde anteriormente mantido pelo segundo extended play do grupo, Sing for You. As versões coreana e chinesa do álbum estrearam, respectivamente, na primeira e segunda posição na Parada de Álbuns do Gaon. A edição do álbum com ambas as versões combinadas estreou e atingiu o pico na segunda posição da Parada de Álbuns Mundiais da Billboard.
As versões coreana e chinesa de LOTTO estrearam na primeira e segunda posição, respectivamente, na Parada de Álbuns do Gaon. Em agosto de 2016, EX'ACT totalizou mais de 1.130.000 de cópias vendidas, sendo o terceiro álbum de estúdio consecutivo do EXO a vender mais de 1 milhão de cópias.

## Lista de faixas
※ Faixas em negrito identificam os singles dos álbuns.

### EX'ACT(versão original)
| EX'ACT (versão coreana) |                                                     |                                      | |         |  |
| N.º                     | Título                                              | Letras                               | Música | Duração |  |
| 1.                      | "Lucky One"                                         | JQ Seolim Choi Jin-seon Jang Yeo-jin | LDN Noise Andrew Choi Adrian Mckinnon | 3:47    |  |
| 2.                      | "Monster"                                           | Kenzie Deepflow                      | Kenzie LDN Noise Rodnae "Chikk" Bell | 3:41    |  |
| 3.                      | "Artificial Love"                                   | JQ Seolim Ji Ye-won                  | Timothy "Bos" Bullock Adrian Mckinnon Tay Jasper MZMC                                                                                          | 4:05    |  |
| 4.                      | "Cloud 9"                                           | Misfit                               | Dem Jointz Ericka Coulter Deez Ryan S. Jhun | 4:01    |  |
| 5.                      | "Heaven"                                            | Chanyeol Min Yeon-jae                | The Stereotypes Clarence Coffee Jr. Kim Tae-seong                                                                                              | 3:45    |  |
| 6.                      | "White Noise" (백색소음)                            | Seo Ji-eum                           | LDN Noise Adrian Mckinnon Rodnae "Chikk" Bell                                                                                                  | 3:32    |  |
| 7.                      | "One and Only" (유리어항)                           | Park Seong-hee                       | Joe "Joe Millionaire" Foster Carl "Chips" Days Jr. Otha "Vakseen" Davis III                                                                    | 3:49    |  |
| 8.                      | "They Never Know"                                   | Jo Yoon-kyung                        | Paul "MARZ" Thompson De-Capo Music Group & Rod Bonner Jamil "Digi" Chammas Adrian Mckinnon Tay Jasper Leven Kali Otha "Vakseen" Davis III MZMC | 3:33    |  |
| 9.                      | "Stronger" (cantada por Suho, Baekhyun, Chen, D.O.) | Jung Joo-hee Agnes Shin              | Andreas Öberg Gustav Karlstrom | 3:39    |  |
| 10.                     | "Lucky One" (Instrumental)                          |                                      | LDN Noise Andrew Choi Adrian Mckinnon | 3:47    |  |
| 11.                     | "Monster" (Instrumental)                            |                                      | Kenzie LDN Noise Rodnae "Chikk" Bell | 3:40    |  |
| Duração total:          | Duração total:                                      | Duração total:                       | Duração total: | 41:19   |  |

| EX'ACT (versão chinesa) |                                                    |                                                     | |         |  |
| N.º                     | Título                                             | Letras                                              | Música | Duração |  |
| 1.                      | "Lucky One"                                        | JQ Seolim Choi Jin-seon Jang Yeo-jin Shim Baek-saek | LDN Noise Andrew Choi Adrian Mckinnon | 3:47    |  |
| 2.                      | "Monster"                                          | Kenzie Deepflow Yeok Ga-yang                        | Kenzie LDN Noise Rodnae "Chikk" Bell | 3:41    |  |
| 3.                      | "Artificial Love"                                  | JQ Seolim Ji Ye-won Dom.T                           | Timothy "Bos" Bullock Adrian Mckinnon Tay Jasper MZMC                                                                                          | 4:05    |  |
| 4.                      | "Cloud 9"                                          | Misfit Im Heun-yeob                                 | Dem Jointz Ericka Coulter Deez Ryan S. Jhun | 4:01    |  |
| 5.                      | "Heaven"                                           | Chanyeol Min Yeon-jae Wang Jung-un                  | The Stereotypes Clarence Coffee Jr. Kim Tae-seong                                                                                              | 3:45    |  |
| 6.                      | "White Noise" (白色噪音)                           | Seo Ji-eum Ryu Wi-an                                | LDN Noise Adrian Mckinnon Rodnae "Chikk" Bell                                                                                                  | 3:32    |  |
| 7.                      | "One and Only" (玻璃鱼缸)                          | Park Seong-hee Ryu Wi-an                            | Joe "Joe Millionaire" Foster Carl "Chips" Days Jr. Otha "Vakseen" Davis III                                                                    | 3:49    |  |
| 8.                      | "They Never Know"                                  | Jo Yoon-kyung Wang Jung-un                          | Paul "MARZ" Thompson De-Capo Music Group & Rod Bonner Jamil "Digi" Chammas Adrian Mckinnon Tay Jasper Leven Kali Otha "Vakseen" Davis III MZMC | 3:33    |  |
| 9.                      | "Stronger" (cantada por Lay, Baekhyun, Chen, D.O.) | Jung Joo-hee Agnes Shin                             | Andreas Öberg Gustav Karlstrom | 3:39    |  |
| 10.                     | "Lucky One" (Instrumental)                         |                                                     | LDN Noise Andrew Choi Adrian Mckinnon | 3:47    |  |
| 11.                     | "Monster" (Instrumental)                           |                                                     | Kenzie LDN Noise Rodnae "Chikk" Bell | 3:40    |  |
| Duração total:          | Duração total:                                     | Duração total:                                      | Duração total: | 41:19   |  |

### LOTTO(versão repaginada)
| LOTTO (versão coreana) |                                                                         |                                      | |         |  |
| N.º                    | Título                                                                  | Letras                               | Música | Duração |  |
| 1.                     | "Lotto"                                                                 | JQ Seolim Jo Yoon-kyung Kim Min-ji   | LDN Noise Adrian McKinnon Rodnae "Chikk" Bell                                                                                                  | 3:16    |  |
| 2.                     | "Lucky One"                                                             | JQ Seolim Choi Jin-seon Jang Yeo-jin | LDN Noise Andrew Choi Adrian Mckinnon | 3:47    |  |
| 3.                     | "Monster"                                                               | Kenzie Deepflow                      | Kenzie LDN Noise Rodnae "Chikk" Bell | 3:41    |  |
| 4.                     | "Artificial Love"                                                       | JQ Seolim Ji Ye-won                  | Timothy "Bos" Bullock Adrian Mckinnon Tay Jasper MZMC                                                                                          | 4:05    |  |
| 5.                     | "Can't Bring Me Down"                                                   | Young-hu Kim                         | Droyd Adrian Mckinnon Tay Jasper Kameron `Grae` Alexander Otha "Vakseen" Davis III MZMC                                                        | 3:06    |  |
| 6.                     | "Cloud 9"                                                               | Misfit                               | Dem Jointz Ericka Coulter Deez Ryan S. Jhun | 4:01    |  |
| 7.                     | "Heaven"                                                                | Chanyeol Min Yeon-jae                | The Stereotypes Clarence Coffee Jr. Kim Tae-seong                                                                                              | 3:45    |  |
| 8.                     | "She's Dreaming" (꿈; cantada por Suho, Baekhyun, Chen, Chanyeol, D.O.) | Chen                                 | Jay Kim Erin Kim Im Kwang-wook (Devine Kei) | 4:06    |  |
| 9.                     | "White Noise" (백색소음)                                                | Seo Ji-eum                           | LDN Noise Adrian Mckinnon Rodnae "Chikk" Bell                                                                                                  | 3:32    |  |
| 10.                    | "One and Only" (유리어항)                                               | Park Seong-hee                       | Joe "Joe Millionaire" Foster Carl "Chips" Days Jr. Otha "Vakseen" Davis III                                                                    | 3:49    |  |
| 11.                    | "They Never Know"                                                       | Jo Yoon-kyung                        | Paul "MARZ" Thompson De-Capo Music Group & Rod Bonner Jamil "Digi" Chammas Adrian Mckinnon Tay Jasper Leven Kali Otha "Vakseen" Davis III MZMC | 3:33    |  |
| 12.                    | "Stronger" (cantada por Suho, Baekhyun, Chen, D.O.)                     | Jung Joo-hee Agnes Shin              | Andreas Öberg Gustav Karlstrom | 3:39    |  |
| 13.                    | "Monster (LDN Noise Creeper Bass Remix)"                                | Kenzie Deepflow                      | Kenzie LDN Noise Rodnae "Chikk" Bell | 4:05    |  |
| Duração total:         | Duração total:                                                          | Duração total:                       | Duração total: | 48:20   |  |

| LOTTO (versão chinesa) |                                                                        |                                                     | |         |  |
| N.º                    | Título                                                                 | Letras                                              | Música | Duração |  |
| 1.                     | "Lotto"                                                                | JQ Seolim Jo Yoon-kyung Kim Min-ji                  | LDN Noise Adrian McKinnon Rodnae "Chikk" Bell                                                                                                  | 3:16    |  |
| 2.                     | "Lucky One"                                                            | JQ Seolim Choi Jin-seon Jang Yeo-jin Shim Baek-saek | LDN Noise Andrew Choi Adrian Mckinnon | 3:47    |  |
| 3.                     | "Monster"                                                              | Kenzie Deepflow Yeok Ga-yang                        | Kenzie LDN Noise Rodnae "Chikk" Bell | 3:41    |  |
| 4.                     | "Artificial Love"                                                      | JQ Seolim Ji Ye-won Dom.T                           | Timothy "Bos" Bullock Adrian Mckinnon Tay Jasper MZMC                                                                                          | 4:05    |  |
| 5.                     | "Can't Bring Me Down"                                                  | Kim Young-hoo                                       | Droyd Adrian Mckinnon Tay Jasper Kameron `Grae` Alexander Otha "Vakseen" Davis III MZMC                                                        | 3:06    |  |
| 6.                     | "Cloud 9"                                                              | Misfit Im Heun-yeob                                 | Dem Jointz Ericka Coulter Deez Ryan S. Jhun | 4:01    |  |
| 7.                     | "Heaven"                                                               | Chanyeol Min Yeon-jae Wang Jung-un                  | The Stereotypes Clarence Coffee Jr. Kim Tae-seong                                                                                              | 3:45    |  |
| 8.                     | "She's Dreaming" (梦; cantada por Lay, Baekhyun, Chen, Chanyeol, D.O.) | Chen Wang Ya-jun                                    | Jay Kim Erin Kim Im Kwang-wook (Devine Kei) | 4:06    |  |
| 9.                     | "White Noise" (白色噪音)                                               | Seo Ji-eum Ryu Wi-an                                | LDN Noise Adrian Mckinnon Rodnae "Chikk" Bell                                                                                                  | 3:32    |  |
| 10.                    | "One and Only" (玻璃鱼缸)                                              | Park Seong-hee Ryu Wi-an                            | Joe "Joe Millionaire" Foster Carl "Chips" Days Jr. Otha "Vakseen" Davis III                                                                    | 3:49    |  |
| 11.                    | "They Never Know"                                                      | Jo Yoon-kyung Wang Jung-un                          | Paul "MARZ" Thompson De-Capo Music Group & Rod Bonner Jamil "Digi" Chammas Adrian Mckinnon Tay Jasper Leven Kali Otha "Vakseen" Davis III MZMC | 3:33    |  |
| 12.                    | "Stronger" (cantada por Lay, Baekhyun, Chen, D.O.)                     | Jung Joo-hee Agnes Shin Zhou Wei Jie                | Andreas Öberg Gustav Karlstrom | 3:39    |  |
| 13.                    | "Monster (LDN Noise Creeper Bass Remix)"                               | Kenzie Deepflow                                     | Kenzie LDN Noise Rodnae "Chikk" Bell | 4:05    |  |
| Duração total:         | Duração total:                                                         | Duração total:                                      | Duração total: | 48:20   |  |

## Desempenho nas paradas musicais
| Parada                     | Melhor posição | Melhor posição | Melhor posição | Melhor posição |
| Parada                     | EX'ACT         | EX'ACT         | LOTTO          | LOTTO          |
| Parada                     | Versão coreana | Versão chinesa | Versão coreana | Versão chinesa |
| -------------------------- | -------------- | -------------- | -------------- | -------------- |
| Álbuns Sul-Coreanos (Gaon) | 1              | 2              | 1              | 2              |
| Álbuns Japoneses (Oricon)  | 8              | 16             | —              | —              |

| Parada                         | Melhor posição |
| ------------------------------ | -------------- |
| US Álbuns Mundiais (Billboard) | 2              |

## Vendas
| País           | Vendas               |            |
| -------------- | -------------------- | ---------- |
| País           | Coreia do Sul (Gaon) | 1,149,743+ |
| Japão (Oricon) | 61,988+              |            |

## Prêmios e indicações
| Premiação               | Trabalho indicado       | Categoria                             | Resultado |
| ----------------------- | ----------------------- | ------------------------------------- | --------- |
| MelOn Music Award       | EX'ACT                  | Álbum do Ano                          | Indicado  |
| MelOn Music Award       | "Monster"               | Melhor Dança por um Artista Masculino | Venceu    |
| Mnet Asian Music Awards | EX'ACT                  | HotelsCombined – Álbum do Ano         | Venceu    |
| Mnet Asian Music Awards | "Monster"               | HotelsCombined – Canção do Ano        | Indicado  |
| Golden Disk Awards      | EX'ACT                  | Disco Bonsang                         | Venceu    |
| Golden Disk Awards      | EX'ACT                  | Disco Daesang                         | Venceu    |
| Golden Disk Awards      | "Monster"               | Bonsang Digital                       | Indicado  |
| Gaon Chart K-Pop Awards | EX'ACT (versão chinesa) | Artista do Ano (Álbum) – 2º Trimestre | Indicado  |
| Gaon Chart K-Pop Awards | EX'ACT (versão coreana) | Artista do Ano (Álbum) – 2º Trimestre | Venceu    |
| Gaon Chart K-Pop Awards | "Monster"               | Artista do Ano (Digital) – Junho      | Indicado  |
| Gaon Chart K-Pop Awards | LOTTO (versão chinesa)  | Artista do Ano (Álbum) – 3º Trimestre | Indicado  |
| Gaon Chart K-Pop Awards | LOTTO (versão coreana)  | Artista do Ano (Álbum) – 3º Trimestre | Venceu    |

### Prêmios de programas musicais
| Canção           | Programa            | Data                  |
| ---------------- | ------------------- | --------------------- |
| "Monster"        | M! Countdown (Mnet) | 16 de junho de 2016   |
| "Monster"        | M! Countdown (Mnet) | 23 de junho de 2016   |
| "Monster"        | M! Countdown (Mnet) | 30 de junho de 2016   |
| "Monster"        | Music Bank (KBS)    | 17 de junho de 2016   |
| "Monster"        | Music Bank (KBS)    | 24 de junho de 2016   |
| "Monster"        | Music Bank (KBS)    | 1 de julho de 2016    |
| "Monster"        | Inkigayo (SBS)      | 19 de junho de 2016   |
| "Monster"        | Inkigayo (SBS)      | 26 de junho de 2016   |
| "Monster"        | Show Champion (MBC) | 22 de junho de 2016   |
| "Lotto" (Louder) | M! Countdown (Mnet) | 26 de agosto de 2016  |
| "Lotto" (Louder) | M! Countdown (Mnet) | 2 de setembro de 2016 |
| "Lotto" (Louder) | Music Bank (KBS)    | 26 de agosto de 2016  |
| "Lotto" (Louder) | Music Bank (KBS)    | 2 de setembro de 2016 |
| "Lotto" (Louder) | Inkigayo (SBS)      | 28 de agosto de 2016  |
| "Lotto" (Louder) | Inkigayo (SBS)      | 4 de setembro de 2016 |
| "Lotto" (Louder) | Show Champion (MBC) | 31 de agosto de 2016  |

## Histórico de lançamento
| Edição | Data                 | Região        | Formato             | Gravadora                   |
| ------ | -------------------- | ------------- | ------------------- | --------------------------- |
| EX'ACT | 9 de junho de 2016   | Coreia do Sul | CD Download Digital | S.M. Entertainment KT Music |
| EX'ACT | 9 de junho de 2016   | Mundialmente  | Download Digital    | S.M. Entertainment          |
| Lotto  | 18 de agosto de 2016 | Coreia do Sul | CD Download Digital | S.M. Entertainment KT Music |
| Lotto  | 18 de agosto de 2016 | Mundialmente  | Download Digital    | S.M. Entertainment          |